# توم بوسورث
توم بوسورث (بالإنجليزية: Tom Bosworth) هو عداء مشي بريطاني، ولد في 17 يناير 1990 في سيفينواكس في المملكة المتحدة.

## وصلات خارجية
- الموقع الرسمي
- توم بوسورث على موقع الاتحاد الدولي لألعاب القوى (الإنجليزية)
- توم بوسورث على موقع الاتحاد الأوروبي لألعاب القوى (الإنجليزية)
- توم بوسورث على موقع الاتحاد البريطاني لألعاب القوى (الإنجليزية)
- توم بوسورث على موقع ThePowerOf10.info (الإنجليزية)
- توم بوسورث على موقع اللجنة الأولمبية الدولية (الإنجليزية)
- توم بوسورث على موقع أوليمبيديا (الإنجليزية)
- توم بوسورث على موقع اللجنة الأولمبية البريطانية (الإنجليزية)
- توم بوسورث على موقع اتحاد ألعاب الكومنولث (مؤرشف) (الإنجليزية)